# Elezioni generali in Irlanda del 2002
Le elezioni generali in Irlanda del 2002 si tennero il 17 maggio per il rinnovo del Dáil Éireann, la camera bassa dell’Oireachtas, il parlamento del paese.
Esse videro la vittoria del Fianna Fáil di Bertie Ahern, che fu riconfermato Taoiseach (capo del governo).

## Risultati
| Fianna Fáil                         | 770 748   | 41,48 | 81  |  |  |  |
| Fine Gael                           | 417 619   | 22,48 | 31  |  |  |  |
| Partito Laburista                   | 200 130   | 10,77 | 21  |  |  |  |
| Sinn Féin                           | 121 020   | 6,51  | 5   |  |  |  |
| Democratici Progressisti            | 73 628    | 3,96  | 8   |  |  |  |
| Partito Verde                       | 71 470    | 3,85  | 6   |  |  |  |
| Partito Socialista                  | 14 896    | 0,80  | 1   |  |  |  |
| Partito della Solidarietà Cristiana | 4 741     | 0,26  | –   |  |  |  |
| Partito dei Lavoratori              | 4 012     | 0,22  | –   |  |  |  |
| Partito Socialista dei Lavoratori   | 3 333     | 0,18  | –   |  |  |  |
| Indipendenti                        | 176 305   | 9,49  | 13  |  |  |  |
| Totale                              | 1 857 902 | 100   | 166 |  |  |  |
|                                     |           |       |     |  |  |  |
| Voti non validi                     | 20 707    | 1,10  |     |  |  |  |
| Votanti                             | 1 878 609 | 62,57 |     |  |  |  |
| Elettori                            | 3 002 173 |       |     |  |  |  |